# 니콜라이 네크라소프

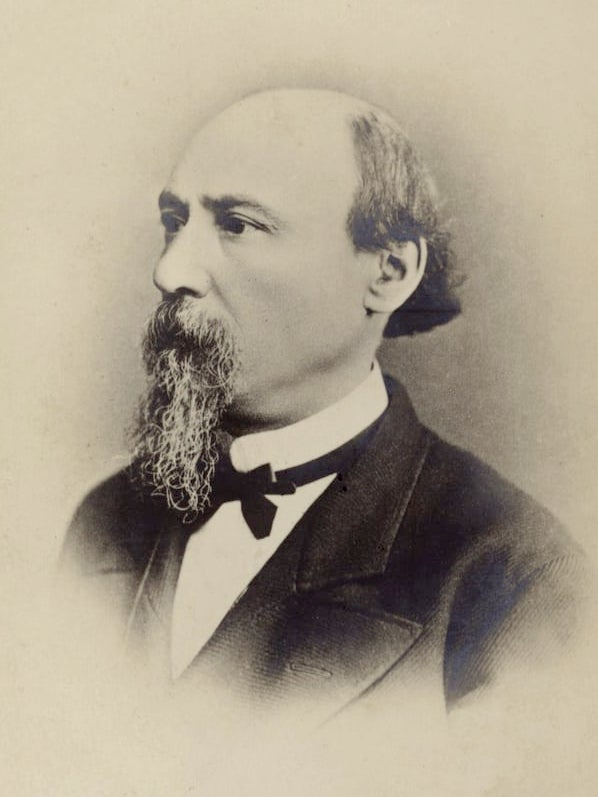
니콜라이 네크라소프

니콜라이 알렉세예비치 네크라소프(러시아어: Николай Алексеевич Некрасов, 1821년 12월 10일(율리우스력 11월 28일) ~ 1878년 1월 8일(율리우스력 1877년 12월 28일))은 러시아의 시인, 작가, 평론가, 잡지 편집자이다.

## 생애
니콜라이 네크라소프는 1821년 12월 10일에 러시아 제국 포돌리아현 네미로프(현재의 우크라이나 빈니차주 네미리우)에서 지주 귀족 출신의 러시아 제국 육군 장교인 알렉세이 세르게예비치 네크라소프(1778년 ~ 1862년)의 아들로 태어났다. 어린 시절에는 볼가강 연안과 접한 러시아 야로슬라블주 그레시네보 마을에 위치한 세습 영지에 거주했다.
1832년에는 야로슬라블 김나지움에 입학했지만 얼마 지나지 않아서 중퇴했고 17세 시절인 1838년에 상트페테르부르크로 이주했다. 니콜라이 네크라소프의 아버지였던 알렉세이 네크라소프는 아들인 니콜라이가 군인이 되기를 원했지만 니콜라이 네크라소프는 상트페테르부르크 대학교에서 청강생으로 재학하게 된다. 이 소식을 들은 알렉세이 니콜라소프는 아들인 니콜라이에 대한 송금을 끊어버리면서 니콜라이 네크라소프는 대학교를 중퇴하고 글을 집필하게 된다.
니콜라이 네크라소프는 난폭하고 거친 성격을 가진 아버지가 농노를 학대하는 모습에 충격을 받았고 이를 계기로 농노의 아픔을 소재로 한 문학 작품을 집필했다. 1840년에는 자신의 첫 시집인 《꿈과 울림》(Mechty i Zvuki)을 출간했고 1847년에는 표트르 플레트뇨프로부터 문학 잡지 《소브레멘니크》(Sovremennik, 현대인)를 인수하고 문학 평론가, 잡지 편집자로 활동했다.
문학 잡지 《소브레멘니크》는 비사리온 벨린스키, 이반 투르게네프, 레프 톨스토이, 표도르 도스토옙스키를 비롯한 급진주의 문학가들로부터 높은 평가를 받았지만 1866년에 알렉산드르 2세 황제 암살 시도 사건을 계기로 발매가 금지되었다. 1868년에는 미하일 살티코프셰드린과 함께 문학 잡지 《오테체스트벤니예 자피스키》(Otechestvennye Zapiski, 조국의 수기)를 인수하고 편집자, 발행인으로 활동했다. 1878년 1월 8일에 러시아 상트페테르부르크에서 사망했으며 그의 유해는 상트페테르부르크에 위치한 노보데비치 묘지에 안치되었다.

## 주요 작품
- 서정시 《고향》(1846년)
- 서정시 《큰 현관 거리에서의 명상》(1858년)
- 서정시 《코가 빨개지는 추위》 (1863년)
- 서정시 《병사의 어머니 오리나》(1863년)
- 서사시 《러시아는 누구에게 살기 좋은가?》(1863년 ~ 1876년)
- 서정시 《철도》(1864년)
- 서사시 《러시아의 아내들》 (1872년 ~ 1873년)